# Stabilizator poprzeczny
Stabilizator poprzeczny - jest to elastyczny element zawieszenia, którego zadaniem jest przeciwdziałanie przechyłom poprzecznym pojazdu w czasie jazdy po łuku.

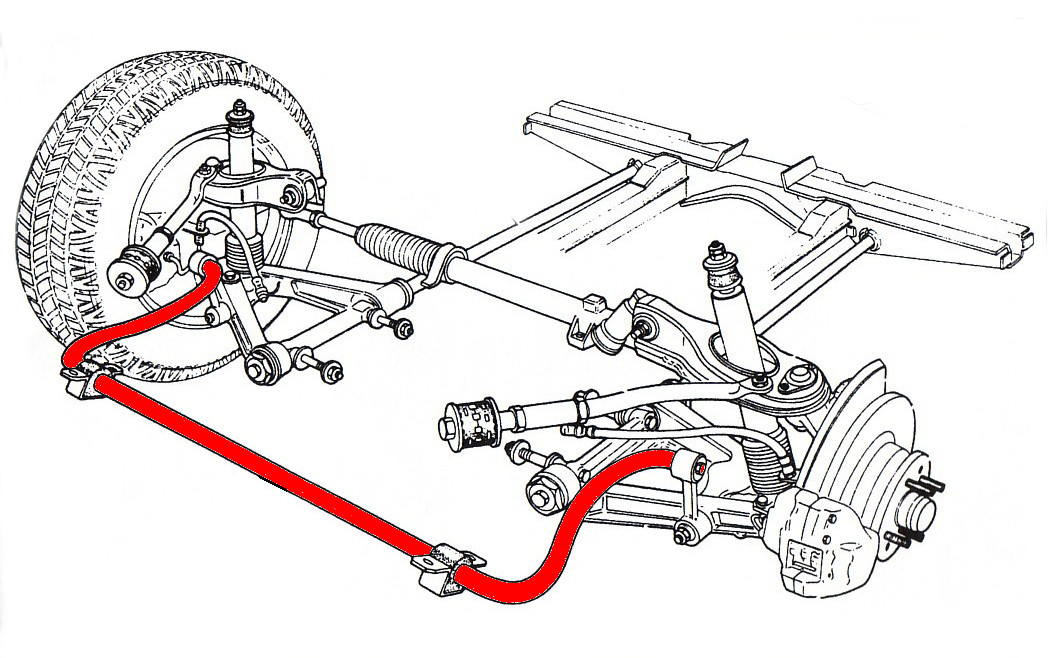
Schemat przedniego zawieszenia samochodu z zaznaczonym kolorem czerwonym stabilizatorem

Zasada działania jest prosta. Można przyjąć, że stabilizator jest prętem lub rurą o odpowiedniej średnicy, wygiętą w kształcie litery U. Umocowany jest wahliwie do nadwozia lub ramy (np. pomocniczej) za pomocą tulei stabilizatora, a jego zagięte końce przymocowane są za pomocą łącznika drążka stabilizatora do wahacza koła lub amortyzatora. W czasie jazdy po niewielkich nierównościach, koła uginają się jednocześnie, lub różnica ugięcia jest nieznaczna. W tych warunkach stabilizator nie ma wpływu na pracę zawieszenia. W czasie jazdy w zakręcie stabilizator przeciwdziała nadmiernemu zwiększaniu się przechyłu poprzecznego. Powoduje to pewną zależność wzajemną kół danej osi.